# Pedregal (gemeente Panamá, Panama)
Pedregal is een deelgemeente (corregimiento) van de gemeente (distrito) Panamá in Panama. In 2015 was het inwoneraantal 56.000.